# Procédés spéciaux
Le terme de « procédés spéciaux » est principalement utilisé dans la norme aéronautique EN 9100.

## Définition
Procédé, dont les résultats ne peuvent être entièrement vérifiés a posteriori par un contrôle ou un essai du produit, et dont la conséquence de déficiences dans la mise en œuvre, ne peuvent apparaître qu’à l’utilisation de ce produit ou par le biais d'un contrôle destructif d'une série d'éprouvettes représentatives.

## Quelques exemples

### Soudagede deux éléments
Comment s’assurer que les propriétés de la soudure sont conformes au cahier des charges, caractéristiques mécaniques, résistance aux divers modes de sollicitation, fragilisation, comportement dynamique ?
Seul un test destructif permettra d'obtenir un résultat : Analyse métallographique (coupe) sur une éprouvette représentative.

### Collage de deux éléments
Comment savoir si 2 pièces assemblées par collage sont bien collées.
Seul un test destructif permettra d'obtenir un résultat : Test par traction sur une éprouvette représentative.

### Traitement thermiquedes métaux
Comment s'assurer que la totalité de la pièce traitée est conforme aux spécifications demandées ?
Seul un test destructif permettra d'obtenir un résultat : Une série d'éprouvettes est prélevée dans une zone représentative de la pièce ayant subi le traitement thermique puis tractées.

### Traitement de surfaced'une pièce mécanique
Comment s’assurer que la pièce traitée tient les exigences de corrosion, tribologie, etc., et que les caractéristiques de fragilisation, fatigue sont conformes aux critères de dimensionnement ?
Seul un test destructif permettra d'obtenir un résultat : Test par scarification du traitement de surface puis passage au brouillard salin.

### Contrôle non destructif
Comment s’assurer que tous les défauts ont bien été mis en évidence ?

## Qualification des procédés spéciaux
La réponse aux exigences de la norme passe par trois phases.

### Spécifier
Définir les exigences techniques en termes de :
- Paramètres de mise en œuvre ;
- Exigences de caractéristiques sur pièces et/ou sur éprouvettes.

### Qualifier
S’assurer que les moyens mis en œuvre permettent de répondre aux exigences spécifiées :
- Installations ;
- Opérateurs.
- Performances (Test destructif)

### Valider
Vérifier que le traitement appliqué à la pièce répond aux exigences de définition :
- Fiche technique opératoire ;
- PV de validation.

La maîtrise des procédés spéciaux est une étape incontournable pour l'obtention du certificat EN 9100 qui permet de fournir des pièces à l'industrie aéronautique.